# Louis Decazes
Pour les articles homonymes, voir Decazes.

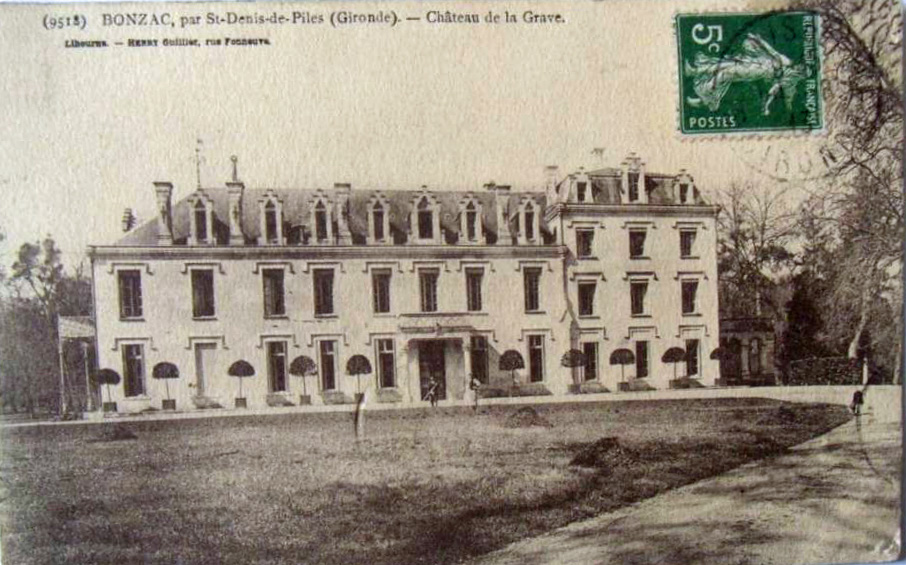
château familial des Decazes à Bonzac(33).

Louis Decazes, né à Paris le 29 mai 1819 et mort au château de La Grave, à Bonzac (Gironde) le 16 septembre 1886, 2e duc Decazes et 2e duc de Glücksbierg, est un diplomate et un homme politique français.

## Biographie
Louis Charles Elie Amanieu Decazes est le fils aîné du duc Élie Decazes et de sa deuxième femme, Wilhelmine de Beaupoil de Saint-Aulaire. Il fut porté sur les fonts baptismaux par le roi Louis XVIII.
Il entre dans la diplomatie, nommé, en 1841, secrétaire d'ambassade à Londres, en 1843 à Madrid, puis envoyé extraordinaire à Madrid (1846) et à Lisbonne (1847).

### Second Empire
Membre du conseil général de la Gironde depuis 1846, il cesse toute fonction publique à la révolution de Février 1848, et s'occupe sous l'Empire d'agriculture et d'affaires industrielles.
Le 1er juin 1863, il se présente comme candidat de l'opposition au Corps législatif dans la 5e circonscription de la Gironde (Libourne), et il échoue contre le député sortant, élu, M. Lucien Arman.
Il rentre au conseil général de la Gironde en 1864, et brigue de nouveau, le 24 mai 1869, les suffrages législatifs de la 5e circonscription, qui ne lui donne que 11 867 voix contre 15 862 à M. Chaix d'Est-Ange fils, élu.

### Assemblée nationale (1871)
Le duc Decazes entre au Parlement le 8 février 1871, comme représentant de la Gironde, élu le 3e sur 14 ; il prend place au centre droit, est réélu, le 8 octobre suivant, conseiller général de la Gironde pour le canton de Guîtres, et vote :
- pour l'abrogation des lois d'exil,
- pour la pétition des évêques,
- pour le pouvoir constituant de l'Assemblée,
- contre le service militaire de trois ans,
- pour l'acceptation de la démission de Thiers.

Quelque temps après ce vote, il est appelé (6 septembre 1873) à l'ambassade de Londres, se prononce pour le septennat (19 novembre), et remplace (22 novembre) le duc Broglie au ministère des Affaires étrangères.

### Ministre des Affaires étrangères
Louis Decazes devient ministre des Affaires étrangères sous l'Ordre moral, entre le 29 novembre 1873 et le 23 novembre 1877, au sein de différentes gouvernements royalistes de la Troisième République. Il conserve ce portefeuille dans plusieurs cabinets jusqu'en 1877, et ne s'associe que modérément à la politique de résistance de MM. de Broglie et de Fourtou.
Durant son passage au « pouvoir », responsable de la conduite de la politique étrangère de la France, il provoque patriotiquement l'intervention de l'empereur de Russie contre les menées belliqueuses du parti militaire allemand, et parvient à conjurer une déclaration de guerre imminente (1875), protégeant ainsi le pays d'une invasion allemande potentielle.
En décembre, il défend la réforme égyptienne des Capitulations, déclare (juin 1876), au moment où se rouvre la question d'Orient, que la France avait le droit de ne penser qu'à elle-même et de rester en dehors des complications ; sauvegarde les intérêts de la politique française (mai 1877) devant l'agitation politique soulevée par de nouvelles plaintes de Pie IX ; consent, à la prière du maréchal de Mac Mahon, après la chute du cabinet Simon-Martel (17 mai 1877), à conserver son portefeuille, et défend assez heureusement, en juin suivant, le cabinet de Broglie contre les attaques de Gambetta qui déclare que ce cabinet n'excite à l'étranger que des méfiances.

### Assemblée nationale (Troisième République)

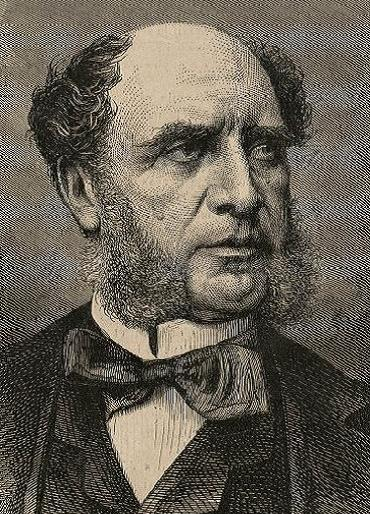
Louis, duc Decazes

Il a été réélu député, aux élections générales du 20 février 1876, par le 8e arrondissement de Paris, au second tour de scrutin, contre M. Edgar Raoul-Duval.
Aux élections du 14 octobre 1877, qui suivent la dissolution de la « Chambre des 363 », le duc Decazes ne songe pas à se représenter à Paris ; porté dans la 2e circonscription de Libourne et à Puget-Théniers (Alpes-Maritimes), il échoua à Libourne contre M. Lalanne , et fut élu, à Puget-Théniers, contre M. de Saint-Cyr .
Mais l'élection de Puget-Théniers est invalidée par la nouvelle Chambre en raison de nombreuses irrégularités, et le duc Decazes ne se représente pas au nouveau scrutin du 2 février 1878, qui élit M. Émile Récipon. Il n'est pas plus heureux au Sénat qui avait à élire un sénateur inamovible en remplacement du général d'Aurelles de Paladine, décédé. Les « constitutionnels » dont c'était le tour, présentent le duc Decazes, les gauches lui opposent M. Victor Lefranc. L'élection du duc était certaine, mais un certain nombre de voix légitimistes et bonapartistes s'égarent à dessein sur divers noms, et, aux trois scrutins des 23 et 24 janvier et 7 février, M. Decazes ne peut réunir la majorité requise par la loi constitutionnelle ; il retire sa candidature, et met un terme à sa carrière politique.
Grand officier de la Légion d'honneur depuis le 18 juillet 1876, il était décoré de la plupart des ordres étrangers.

## Mariage et descendance
Il épouse le 3 août 1863 la comtesse autrichienne Séverine Rosalie de Löwenthal (1845-1911). Veuve en 1886, celle-ci se remariera au prince polonais Joseph Lubomirski.
Louis et Séverine Decazes ont deux enfants :
- Jean (1864-1912), qui sera chambellan du roi de Danemark ;
- Wilhelmine Egidia Octavie (1865-), qui épouse en 1886 Brandelys Delille, comte de Sardelys.

## Distinctions
- Grand officier de la Légion d'honneur (18 juillet 1876) ;
- Grand-croix de l'ordre d'Isabelle la Catholique
- Commandeur de l'ordre de Charles III
- Commandeur de l'ordre royal de l'Étoile polaire (Suède) ;
- Commandeur de l'ordre du Dannebrog
- Chambellan de S.M. le roi de Danemark[N 1]